# Kinderberg und Stellbachniederung
Kinderberg und Stellbachniederung ist ein Naturschutzgebiet in den niedersächsischen Gemeinden Lauenbrück, Stemmen und Vahlde in der Samtgemeinde Fintel im Landkreis Rotenburg (Wümme).

## Allgemeines
Das Naturschutzgebiet mit dem Kennzeichen NSG LÜ 302 ist etwa 261 Hektar groß. Es ist nahezu vollständig Bestandteil des FFH-Gebietes „Wümmeniederung“ und grenzt im Nordwesten an das Naturschutzgebiet „Wümmeniederung mit Rodau, Wiedau und Trochelbach“. Etwas nordöstlich liegt das Naturschutzgebiet „Schneckenstiege“. Das Gebiet steht seit dem 1. Juni 2015 unter Naturschutz (Datum der Verordnung: 11. Mai 2015). Zuständige untere Naturschutzbehörde ist der Landkreis Rotenburg (Wümme).
Die Schutzbedürftigkeit des Gebietes wurde bereits 1973 festgestellt. Um eine Sandentnahme für den Ausbau der Bahnstrecke Bremen–Hamburg, die im Südosten an das heutige Schutzgebiet grenzt, zu verhindern, wurde das Gebiet einstweilig sichergestellt. Eine anschließende Ausweisung als Landschaftsschutzgebiet sowie eine in den 1980er-Jahren geplante Ausweisung als Naturschutzgebiet erfolgte jedoch nicht.

## Beschreibung
Das Naturschutzgebiet liegt nordöstlich von Lauenbrück am Rand der Wümmeniederung. Es stellt das flachwellige Dünengebiet des Kinderbergs mit feuchten Senken sowie die Niederung des Stellbachs etwas oberhalb seiner Mündung in die Wümme unter Schutz.
Das Dünengebiet wird je nach Feuchtegrad von unterschiedlichen Waldgesellschaften eingenommen. So sind Bruch- und Moorwälder mit Erle, Esche und Weide sowie Birke und Kiefer, Eichenmischwälder sowie Kiefern- und Fichtenforste zu finden. Stellenweise siedeln trockene Sandheiden mit Besenheide und Ginster. Die feuchten Senken sind teilweise vermoort. Hier siedeln Torfmoos-Schwingrasen, Schmalblättriges Wollgras und Scheidenwollgras, Moorheiden mit Glocken- und Besenheide und Feuchtgebüsche. In die überwiegend bewaldeten Flächen sind stellenweise Acker- und Grünlandflächen, darunter auch Feucht- und Nassgrünland, eingestreut.
Der Bereich der Stellbachniederung wird von feuchtem bis nassem Grünland auf Niedermoorstandorten mit Sümpfen und Röhrichten geprägt. Der stark begradigte Stellbach wird von Gehölzen, Röhrichten, Seggenrieden und Uferstaudenfluren begleitet. Er stellt sich trotz der Begradigung als naturnahes Fließgewässer mit flutender Wasservegetation dar und ist Lebensraum von Bachneunauge, Aal, Hecht, Rotauge, Bachforelle, Gründling und Dreistachligem Stichling. Die Teichfledermaus nutzt die Stellbachniederung als Nahrungshabitat. Auch verschiedene Libellen wie Grüne Flussjungfer, Arktische Smaragdlibelle und Gebänderte Prachtlibelle sind hier heimisch, ebenso der Fischotter, für den der Stellbach auch ein Wanderkorridor darstellt. Weiterhin kommen im Naturschutzgebiet u. a. Spiegelfleck-Dickkopffalter, Rostfarbiger Dickkopffalter, Brauner Waldvogel, Großes Ochsenauge, Faulbaum-Bläuling und Landkärtchen vor.
Im Naturschutzgebiet sind zahlreiche auf der Roten Liste Niedersachsen als gefährdet oder stark gefährdete Pflanzen zu finden, darunter Rosmarinheide, Sumpfdotterblume, Steife Segge, Walzensegge, Hirsesegge, Fadenbinse, Rasenbinse, Wiesenkammgras, Borstgras, Geflecktes Knabenkraut, Breitblättriges Knabenkraut, Rundblättriger Sonnentau, Lungenenzian, Straußblütiger Gilbweiderich, Gewöhnliche Natternzunge, Zweiblättrige Waldhyazinthe, Weißes Schnabelried, Fieberklee, Wassergreiskraut, Moosbeere, Rauschbeere, Kleiner Baldrian, Sumpfveilchen, Gemeiner Wacholder und Gagelstrauch.
Das Naturschutzgebiet ist Nahrungshabitat von Schwarzstorch und Kiebitz. Weiterhin brütet hier der Seeadler.
Der südliche Bereich des Naturschutzgebietes entwässert über verschiedene Gräben, darunter der Rieper Reithbach und der Rieper Forstgraben, zur Wümme. Der nördliche Bereich des Naturschutzgebietes entwässert über den Stellbach ebenfalls zur Wümme.